# Eleutherococcus rufinervis
Eleutherococcus rufinervis är en araliaväxtart som först beskrevs av Takenoshin Nakai, och fick sitt nu gällande namn av Shiu Ying Hu. Eleutherococcus rufinervis ingår i släktet Eleutherococcus och familjen Araliaceae. Inga underarter finns listade.